# Танцлер, Карл
Георг (Джордж) Карл Танцлер (нем. Georg Karl Tänzler, англ. George Carl Tanzler), также называвший себя графом фон Козелем (англ. Count von Cosel, 8 февраля 1877, Дрезден, Германская империя — 3 июля 1952, Паско, Флорида, США) — американский рентгенотехник немецкого происхождения. Стал известен благодаря своей привязанности к американке кубинского происхождения, больной туберкулёзом, Елене де Ойос, и проживанию с её трупом в период с 1933 по 1940 год.

## Имя
Танцлер был известен под многими именами. В немецком свидетельстве о браке он был указан как Георг Карл Тенцлер (нем. Georg Karl Tänzler). В документах на гражданство США он указан как Карл Танцлер фон Козель (англ. Carl Tanzler von Cosel); в то же время, в свидетельстве о смерти, выданном во Флориде, Танцлер был указан как Карл Танцлер (англ. Carl Tanzler). Некоторые медицинские записи были подписаны граф Карл Танцлер фон Козель (англ. Count Carl Tanzler von Cosel).

## Жизнь до эмиграции
Карл Танцлер родился в Дрездене в 1877 году. В детстве он ничем не выделялся среди сверстников, учился в медицинском университете, часто бывал в гостях у друзей в Италии. Первая странность, появившаяся в Танцлере, была невероятная любовь к портрету Анны Констанции фон Боркдорф, графини Козель. Танцлер даже присвоил себе это имя, нередко представляясь в обществе графом фон Козелем.
В годы Первой мировой войны находился в Австралии.
Женился довольно поздно, в 1920 году, на женщине по имени Дорис (1889—1977), которая подарила ему двух дочерей, Айишу (1922—1998) и Кристал (1924—1934), скончавшуюся в возрасте 10 лет от дифтерии.
В 1926 году семья Танцлеров эмигрировала в Соединённые Штаты Америки; в 1927 году он устроился рентгенотехником в ВВС США под именем Карл фон Козель. Поселился в городе Ки-Уэст.

## Елена де Ойос

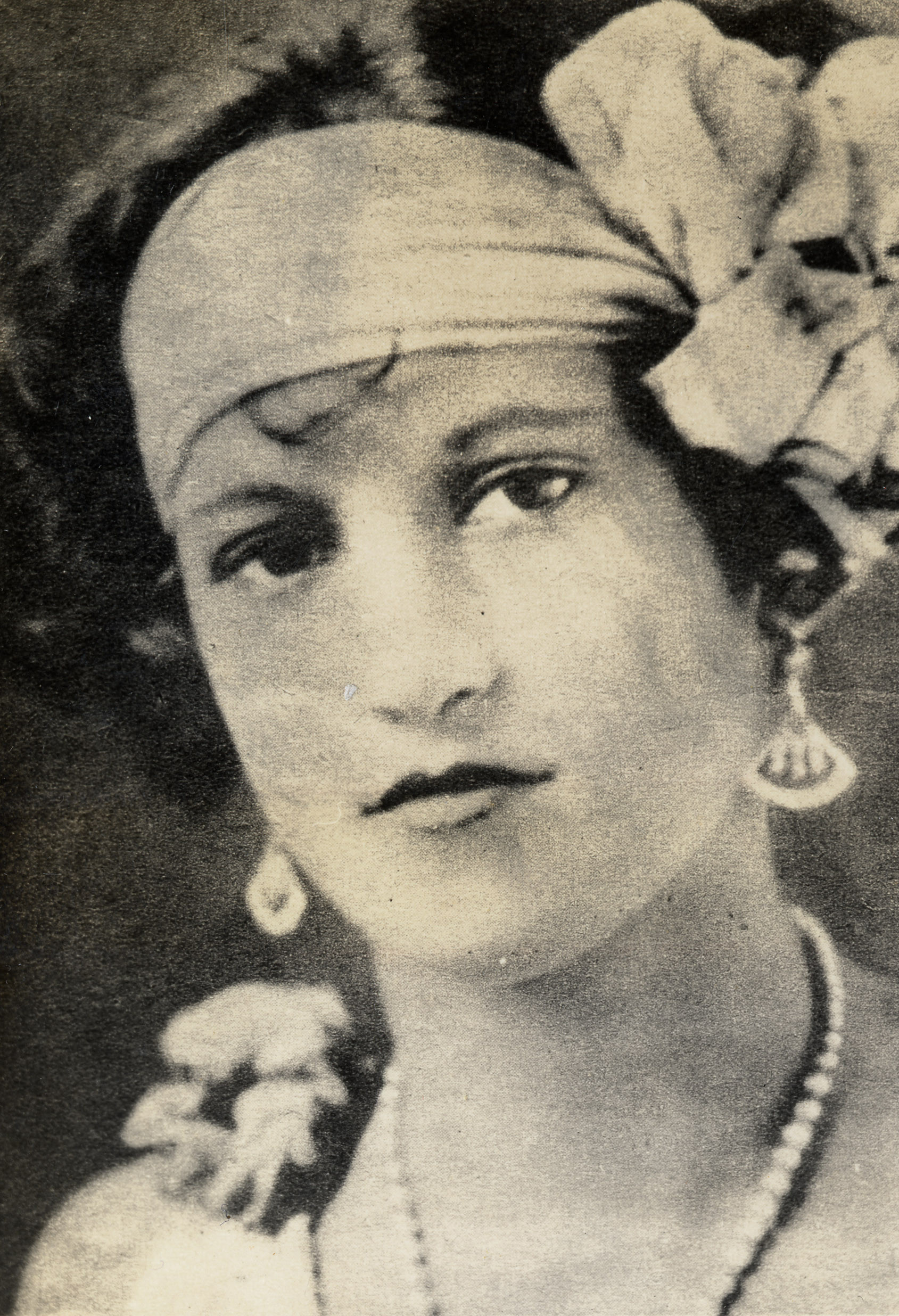
Елена Милагро де Ойос

22 апреля 1930 года Танцлер во время работы в морском госпитале встретил Марию Елену «Хелен» Милагро де Ойос. Она происходила из обеспеченной семьи, её отцу, Панчо де Ойосу, принадлежал небольшой завод по производству сигарет. Муж Елены, Луис Меса, сбежал от девушки, узнав, что она больна туберкулёзом. Танцлер без памяти влюбился в неё. Он окружал её заботой и любовью, осыпал подарками, но нет никаких доказательств взаимности со стороны Хелен. Родители Елены были даже не против ухаживаний 50-летнего Танцлера, поскольку понимали, что жизнь их дочерей (у Елены была сестра Флоринда, также больная туберкулёзом) полностью зависит от него. Танцлер разошёлся с женой, но жениться на Елене всё равно не мог, поскольку она с Луисом Месой не была разведена. Все старания Танцлера не помогли: Елена скончалась 25 октября 1931 года, в возрасте всего лишь 21 года. Танцлер был безутешен. Он полностью оплатил похороны любимой, построил для неё роскошный мавзолей, который посещал каждую ночь.
Прошло 2 года. Танцлер не выдержал: он похитил труп из мавзолея. Танцлер утверждал, что об этом его просила сама Хелен. Поскольку тело было испорчено временем, Танцлер его отреставрировал: вставил стеклянные глаза, заменил испорченные участки кожи шёлком, кое-где зашил, а также, чтобы тело сохранило свою форму, набил его тканями; Журналисты, освещавшие дело, также обвинили учёного в некрофилии, утверждая, что тот поместил во влагалище картонную трубку, однако достаточно убедительных доказательств этому нет. Кроме того, чтобы скрыть запах разложения, ему пришлось использовать большое количество духов и дезинфицирующих средств. Танцлер прожил с трупом 7 лет. При этом он также строил летательный аппарат, на котором планировал поднять тело Элены на орбиту Земли. Он считал, что космическое излучение сможет воскресить Ойос.
9 октября 1940 года преступление было раскрыто. Флоринда, сестра покойной, зашла к Танцлеру во время его отсутствия. Женщина пришла в ужас, увидев нарядный труп своей сестры, умершей 9 лет назад. Вечером, когда Танцлер вернулся домой, его ожидала полиция. Первое слушание по делу некрофила, осквернившего могилу и похитившего труп, прошло в тот же день. Однако Танцлер не был осуждён: в Европе тогда уже активно шла Вторая мировая война, и дело психически больного врача было не так уж важно. Официально дело было закрыто потому, что давно истёк срок преступления.

## Конец жизни
В 1944 году скончалась Флоринда де Ойос. Тогда же Танцлер переехал в Паско (Флорида).
В Паско Танцлер заказал восковую куклу Елены; он нарядил её и надел на голову посмертную маску своей возлюбленной.
Под конец жизни Танцлер стал ремонтировать церковные орга́ны. Скончался 3 июля 1952 года.
На могиле Танцлера нет никакой надписи. Это обыкновенный деревянный крест, ничем не ограждённый.